# SUSE Linux
SUSE Linux är en av de största Linux-distributionerna, ursprungligen utvecklad i Tyskland. Företaget SUSE grundades 1992 och är sedan 2003 uppköpt av Novell. SUSE är en förkortning av Software- und System-Entwicklung. Målet är att göra SUSE Linux till en användarvänlig och lättanvänd Linux-distribution för nybörjare, tekniker samt för företagsanvändning.
Det finns både versioner för vanligt kontorsarbete och olika server-versioner för företag. Utvecklingen är community-baserad i öppen källkodsprojektet openSUSE som ger distributionen openSUSE. openSUSE finns sedan i en öppen version och en boxad produkt som innehåller tillägg i form av exempelvis Codecs för video-avspelning och mp3 mm.
Serverversionen för företag kallas SUSE Linux Enterprise Server (SLES) och är basen för alla företagsprodukter. Motsvarande desktop-produkt kallas SUSE Linux Enterprise Desktop (SLED) och baseras på samma kodbas som SLES.
Till denna distribution hör också maskoten och symbolen Geeko.